# Newroz TV
 (décembre 2008).
 (décembre 2012).
Si vous disposez d'ouvrages ou d'articles de référence ou si vous connaissez des sites web de qualité traitant du thème abordé ici, merci de compléter l'article en donnant les références utiles à sa vérifiabilité et en les liant à la section « Notes et références ».
Newroz TV est une chaîne de télévision kurde qui diffuse depuis l'Europe des programmes en kurmandji, soranî, anglais et persan. Elle a été créée en 2007 pour les kurdes d'Iran.

## Accessibilité
La chaîne est accessible dans 78 pays[réf. souhaitée] :
- Depuis le satellite Eurobird 9  :

Fréquence : 11.842
Symbolrate (SR) : 27.500
FEC 3/4
POLARISATION : verticale